# 利克鎮足球會
利克鎮足球會（英語：Leek Town Football Club）是一支英格蘭足球會，位於斯塔福德郡利克，現於北部超級聯賽甲組西區作賽。球隊的綽號為藍軍（The Blues），主場為夏里遜公園球場。
球會成立於1946年，曾在多個本土聯賽打拼，包括斯塔福德郡聯賽、曼徹斯特聯賽、中柴郡聯賽和柴郡聯賽等。直至1982年成為西北郡聯賽創始成員，並於1987年加入北部超級聯賽。1997年成為北部超級聯賽冠軍，並獲得足球議會的參賽資格，但短短兩季便降班回北部聯賽。
利克鎮在1990年足總錦標從首圈起參賽，過關斬將後成功殺入決賽，但在舊溫布萊球場舉行的決賽中落敗，獲得亞軍，這是球會史上的最佳成績。

## 歷史
至少從1876年起，足球運動開始在利克鎮興起。1890年代，利克鎮的球員以利克足球會（Leek F.C.）之名參加英格蘭足球聯盟。現時的利克鎮球會是一支1946年成立的球會利克路維咸米爾（Leek Lowe Hamil）的後繼球會，而根據一些非官方資料顯示，這支球會在使用路維咸米爾為球隊名稱前，曾以艾比格連流浪（Abbey Green Rovers）為名。
球會成立初期主要參加本地的利克和摩爾蘭斯（Moorlands）聯賽，以一座與酒吧相鄰的球場為基地，1947年參加斯塔福德郡聯賽。1949/50球季，路維咸米爾贏得該聯賽冠軍，成為首支、亦是唯一一支以不敗戰績贏得該聯賽的球隊，但亦有資料指出球隊的冠軍獎盃是於1950/51球季贏得的。球隊於1951年轉參加曼徹斯特聯賽，並同時易名為利克鎮，首次參賽便贏得冠軍，並再次轉換聯賽，加入中柴郡聯賽，只參加了一個球季。1954年，球隊參加伯明翰地區聯賽，但因財政問題而於1956/57球季中段退出，其後曾短暫返回曼徹斯特聯賽，又因財政危機而再度退出。最終，球隊重返斯塔福德郡聯賽。

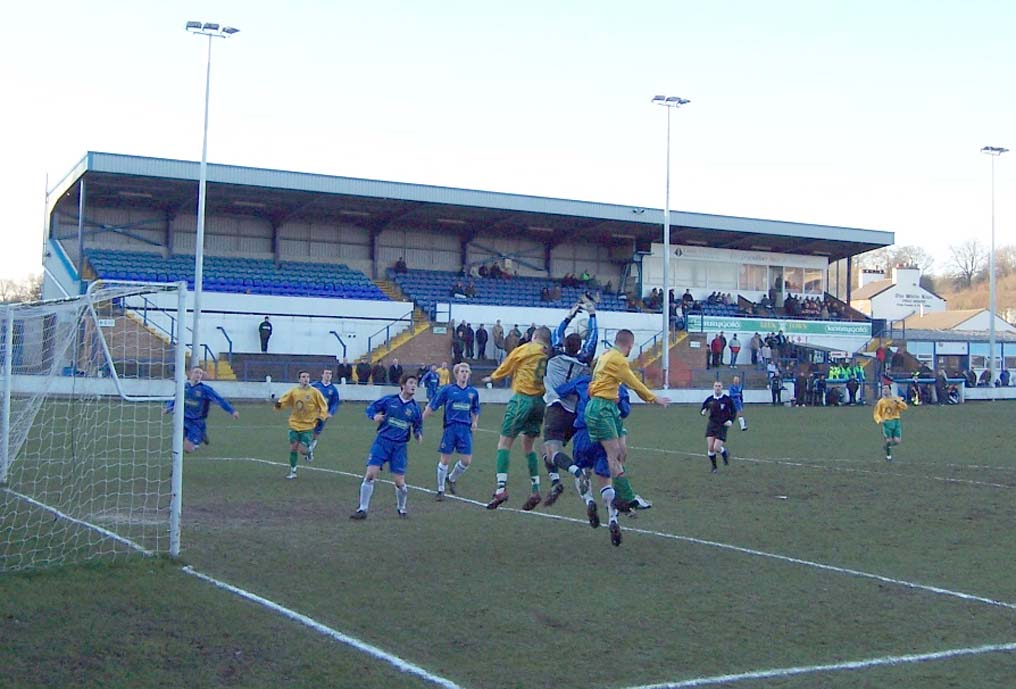
利克鎮（藍衫）對海运联，攝於2006年

1968年，在球會出現不景氣的情況下，新的管理層成立。新領隊保羅·奧頓於1969年上任，球隊很快便取得成功。他帶領球會贏得兩屆斯塔福德郡聯賽錦標，不久又贏得兩屆曼徹斯特聯賽冠軍，其後利克加入柴郡聯賽。1974/75球季，利克加入柴郡聯賽的次年，贏得冠軍，但領隊奧頓卻於1975年離隊，執教諾夫維治維多利亞；其後繼任的數名領隊，亦未能帶領球隊取得如此佳績。
1982年，柴郡聯賽和蘭開夏聯盟合併，組織了新的西北郡聯賽，利克在這裡經歷了五個失敗的球季。期間，前英格蘭國家隊國腳邁克·比捷（Mike Pejic）曾短暫執教球隊，但不久便轉投諾夫維治維多利亞，由奇雲·劉易斯（Kevin Lewis）繼任。1986年，尼爾·碧加（Neil Baker）上任，帶領球會取得空前的成功。
1987年，利克獲選為北部超級聯賽甲組的創始成員，並於1989/90球季贏得甲組聯賽冠軍，升班超聯，亦是這個聯賽的最高級別。在同一個球季，他們闖進了足總錦標第八圈。球隊的晉級道路上，以在八強擊敗該年的足球議會聯賽冠軍達寧頓最為矚目。在舊溫布萊球場舉行的決賽，球隊卻以0:3大敗予對手巴羅。
1993/94球季，利克以亞軍完成聯賽，並獲得足球議會的參賽資格，可是球隊因經濟考慮而拒絕升班。更甚的是，球隊被逼從北部超級聯賽轉移到南部聯賽，高昂的旅費幾乎使球會崩潰。一個球季後球會才被准許重返北部超級聯賽。
1996/97球季，利克再次奪得北部超級聯賽錦標，並獲得議會聯賽的參賽資格。在首季球會勉強護級成功，但在次季，球隊便以差劣的戰績重返北超聯賽。2000/01球季，藍軍降班甲組，但在2004年因聯賽改制而重奪超聯席位，而北議會聯賽同時成立。在球場內的表現一直中規中矩，但在球場外卻有嚴重問題。2006年6月21日，球會宣布破產，面臨倒閉，但在翌年6月11日證實由新財團接管球會，財政問題得以解決。2007/08球季，利克以尾四完成聯賽，降班至甲組南區。4個球季後，利克在聯賽表現出色並獲得升班附加賽資格，可惜在決賽敗於伊爾基斯頓腳下，無緣升班。

## 會徽及球衣
在傳統上，利克的主場球衣為全藍色，作客球衣為全黃色，兩種顏色皆是參照主要由藍色和金色組成的鎮章。球隊在2008年將主場球衣轉為藍、白色，和布力般流浪的球衣相似，作客則使用紅、黑色。至1997年，球隊的球衣全由牛油生產商嘉里金（Kerrygold）贊助，該公司的總部就是設於利克鎮。
球會會徽包含了一紮稻草和一個斯塔福德結，皆為該鎮鎮章的元素。會徽上還有一枝使者的杖，出現於18世紀在利克發行的代幣。

## 球場

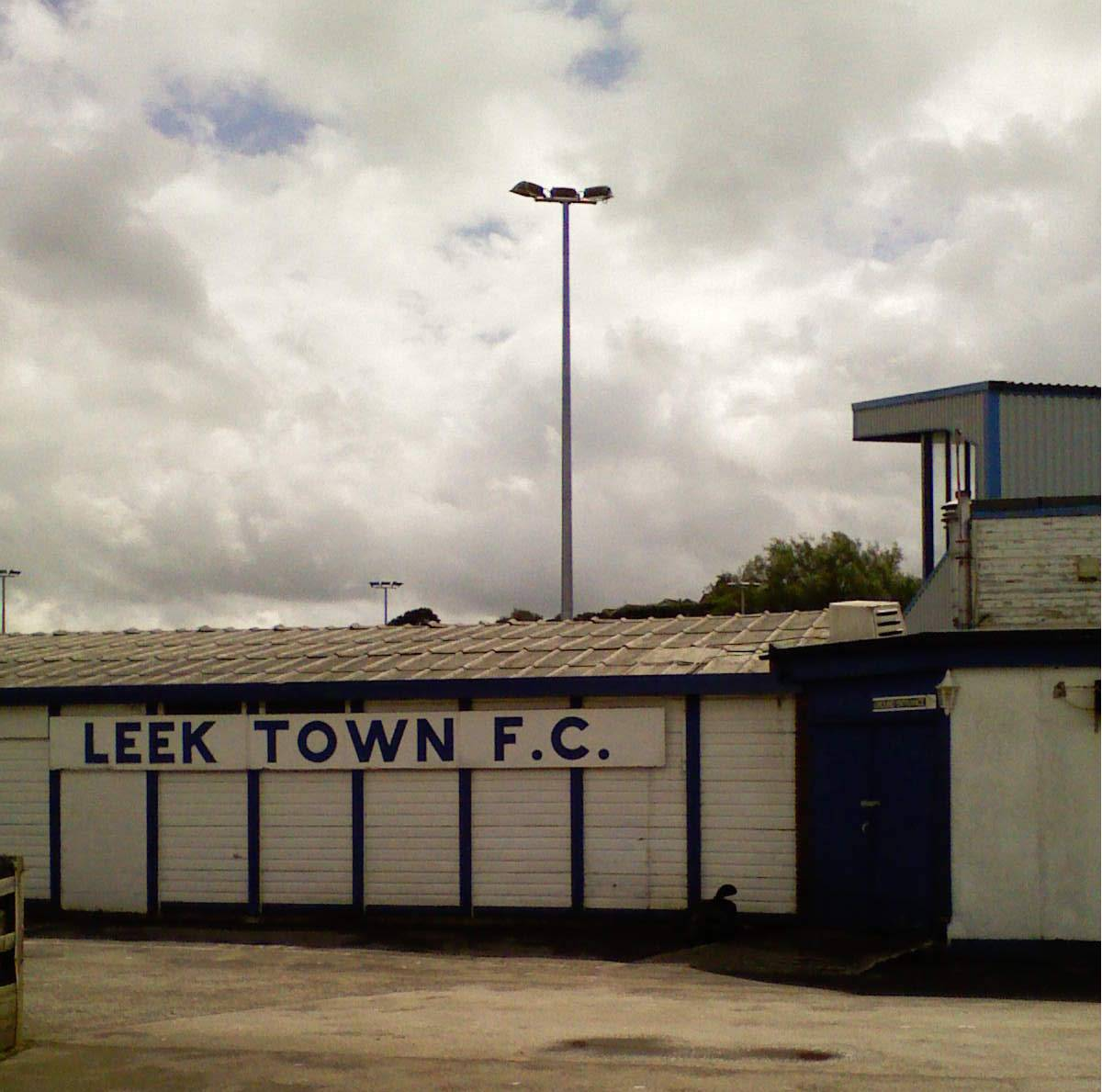
夏里遜公園球場是利克的主場。

夏里遜公園球場（Harrison Park）位於利克的郊區，利克鎮於1948年以1,250鎊收購當時稱為咸米爾公園（Hamil Park）的球場，成為利克鎮的主場至今。更衣室於1950年代建成（在之前球員一直被逼於鄰近酒吧更衣），同時建立首個有蓋觀眾設備。汎光燈照明系統（原屬已解散的路比城足球會，Rugby Town F.C.）於1972年裝置，不久後，球場以前球會主席謝夫·夏里遜（Geoff Harrison）命名為夏里遜公園。
球場只設單邊坐席看台，於1992年建成，又設有三個有蓋階梯看台和少量露天階梯席位。1998年，球場附近的一個水塘滿溢，導致球場旁邊一條河流沖破河堤，引致球場發生水浸。
西北郡聯賽的球隊利克郡學校舊生會（Leek County School Old Boys F.C.）自1990年代早期便和球會共用球場。

## 球迷
2008/09球季利克的平均入場人數為241人，在北部聯賽甲組南區20支球隊中排行第4，比起還是在超聯的上一球季減少了20%。1998/99球季是利克最後參加足球議會的球季，平均入場人數錄得607人。

## 統計及紀錄

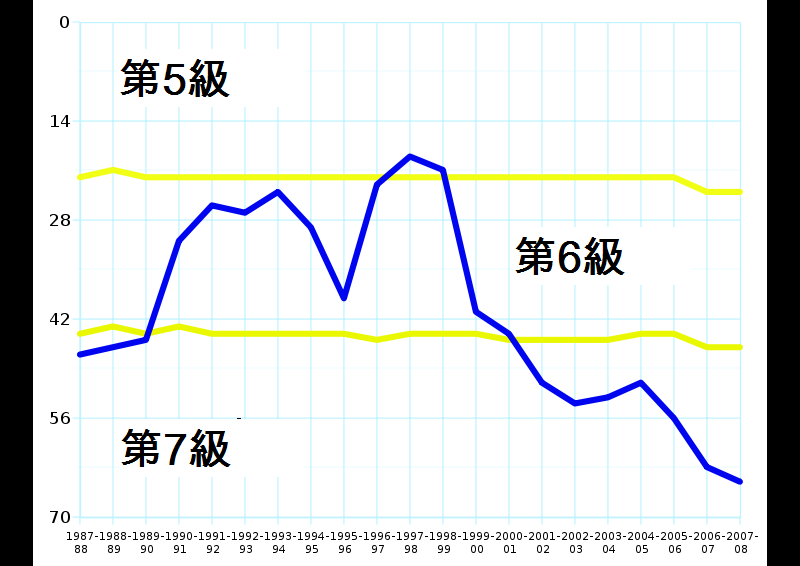
利克鎮自1987年的聯賽排名。黃線分隔著不同級別的聯賽。

1997/98球季，是利克參賽足球議會全國聯賽（英格蘭足球第五級聯賽）兩年的首個球季，最終排名為第19位，已經是球隊在全英聯賽的最佳成績。藍軍只曾兩度打入足總盃資格賽階段，於1993/94球季進入首圈比賽，1990/91球季更闖進了第二圈，球隊在主場逼和車士打城，但在重賽作客大敗0:4。
利克在1989/90球季打入了英格蘭足總錦標決賽，但在舊溫布萊球場舉行的決賽，以0:3不敵巴羅（Barrow F.C.）而屈居亞軍。
1973/74球季的足總盃第二圈預選賽是夏里遜公園的最高入座人數，該仗利克的對手是鄰近的馬爾斯菲，有3,512名球迷入場。

## 球員
截至2015年1月4日
註釋：國旗表示球員在國際足聯資格規則定義的國家隊。球員可能擁有一個以上非國際足聯國籍。
| 號碼 |        | 位置 | 球員          |
| ---- | ------ | ---- | ------------- |
|      | 英格兰 | 门将 | 賓·卓文       |
|      | 英格兰 | 门将 | 巴特利·廖赫特 |
|      | 英格兰 | 后卫 | 保羅·當奴利   |
|      | 英格兰 | 后卫 | 艾殊利·積遜   |
|      | 英格兰 | 后卫 | 賴恩·迪加     |
|      | 英格兰 | 后卫 | 丹尼·史密夫   |
|      | 英格兰 | 后卫 | 戴倫·查域克   |
|      | 英格兰 | 后卫 | 卡爾·艾斯派利 |
|      | 威尔士 | 后卫 | 麥·比爾       |
|      | 英格兰 | 中场 | 丹尼·舒利     |

| 號碼 |        | 位置 | 球員          |
| ---- | ------ | ---- | ------------- |
|      | 英格兰 | 中场 | 安東尼·丹尼歷 |
|      | 英格兰 | 中场 | 桑·堅斯拿     |
|      | 英格兰 | 中场 | 森·賀爾       |
|      | 英格兰 | 中场 | 湯·路維       |
|      | 英格兰 | 中场 | 佐敦·莊臣     |
|      | 英格兰 | 中场 | 尼奧·麥居里   |
|      | 英格兰 | 前锋 | 添·桂斯       |
|      | 英格兰 | 前锋 | 林·梳頓       |

- 註：北部聯賽球員沒有固定註冊背號。

## 歷任領隊
儘管歷史並不悠久，但是藍軍已更換過超過30位領隊。保羅·奧頓（Paul Ogden）曾先後六次出任領隊。
| 任期展開 | 任期完結 | 領隊名字                         |
| -------- | -------- | -------------------------------- |
| 1946年   | 1949年   | 不詳                             |
| 1949年   | 1954年   | 比利·邦素爾（Billy Bonsall）     |
| 1955年   | 1957 年  | 艾歷·史雲尼（Eric Sweeny）       |
| 1958年   | 1961年   | 佐治·柏爾（George Parr）         |
| 1961年   | 1963年   | 積·拉利（Jack Lally）            |
| 1964年   | 1967年   | 丹尼士·卓爾頓（Dennis Chorlton） |
| 1968年   | 1969年   | 列·荷頓（Reg Halton）            |
| 1969年   | 1975年   | 保羅·奧頓（Paul Ogden）          |
| 1975年   | 1976年   | 佳夫·鶴健遜（Cliff Hodgkinson）  |
| 1976年   | 1977年   | 彼得·華格（Peter Wragg）         |
| 1977年   | 1978年   | 保羅·奧頓                        |
| 1978年   | 1979年   | 堅·漢哥克（Ken Hancock）         |
| 1980年   | 1981年   | 阿倫·域加斯（Alan Vickers）      |
| 1982年   | 1984年   | 占美·華萊士（Jimmy Wallace）     |
| 1984年   | 1985年   | 邁克·比捷（Mike Pejic）          |
| 1985年   | 1986年   | 奇雲·劉易斯（Kevin Lewis）       |
| 1986年   | 1994年   | 尼爾·巴加爾（Neil Baker）        |
| 1994年   | 1995年   | 史提夫·諾里斯（Steve Norris）    |
| 1995年   | 1996年   | 菲爾·韋遜（Phil Wilson）         |
| 1996年   | 1998年   | 彼得·華特（Peter Ward）          |

| 任期展開 | 任期完結 | 領隊名字                                                |
| -------- | -------- | ------------------------------------------------------- |
| 1998年   | 1998年   | 雷·獲加（Ray Walker，看守領隊）                         |
| 1998年   | 1998年   | 邁克·比捷（看守領隊）                                   |
| 1998年   | 1999年   | 艾尼·摩斯（Ernie Moss）                                 |
| 1999年   | 1999年   | 東尼·艾加拿（Tony Agana，看守領隊）                     |
| 1999年   | 2000年   | 安迪·賀斯（Andy Holmes）                                |
| 2000年   | 2001年   | 麥克·加迪拿（Mark Gardiner，看守領隊）                  |
| 2001年   | 2002年   | 卡爾·韋哥斯（Karl Wilcox）及麥克·布林尼（Mark Bromley） |
| 2002年   | 2002年   | 保羅·奧頓 （看守領隊）                                  |
| 2002年   | 2003年   | 約翰·拉梳爾（John Ramshaw）                             |
| 2003年   | 2005年   | 保羅·奧頓                                               |
| 2005年   | 2006年   | 尼祖·迪尼（Nigel Deeley）                               |
| 2006年   | 2006年   | 麥克·卡胡禮（Mark Cartwright）                          |
| 2006年   | 2007年   | 保羅·摩亞（Paul Moore）                                 |
| 2007年   | 2007年   | 保羅·奧頓                                               |
| 2007年   | 2007年   | 尼爾·布朗（Neil Brown，看守領隊）                       |
| 2007年   | 2007年   | 保羅·奧頓（看守領隊）                                   |
| 2007年   | 2007年   | 保羅·摩亞                                               |
| 2007年   | 2010年   | 韋恩·莊遜（Wayne Johnson）                              |
| 2010年   | 2011年   | 尼爾·確斯（Neil Cox）                                   |
| 2011年   | 2011年   | 史超活·協斯（Stuart Heeps，看守領隊）                   |
| 2011年   | 2011年   | 尼爾·碧加（Neil Baker）                                 |
| 2011年   | 至今     | 李·卡士維（Lee Casswell）                               |

## 管理層
截至2013年6月。
| 職位     | 名字                                                                        |
| -------- | --------------------------------------------------------------------------- |
| 領隊     | 李·卡士維                                                                   |
| 教練團隊 | 堅尼·史格力（Kenny Scragg）、麥·碧比（Matt Beeby）、彼得·禾特（Peter Ward） |
| 會長     | 鄧肯·布雷（Duncan Bray）                                                    |
| 主席     | 安迪·韋恩（Andy Wain）                                                      |
| 副主席   | 邁克·侯遜（Mike Howson）                                                    |
| 董事     | 安迪·李維士（Andy Reeves）                                                  |
| 董事     | 尼爾·碧加（Neil Baker）                                                     |
| 董事     | 保羅·碧文（Paul Bateman）                                                   |
| 董事     | 丹尼士·碧斯（Dennis Bates）                                                 |
| 董事     | 基斯·赫米斯頓（Chris Hermiston）                                            |
| 董事     | 卓斯·雷諾士（Tracy Reynolds）                                               |
| 秘書     | 白賴仁·韋恩（Brian Wain）                                                   |
| 網站經理 | 史提夫·雷諾士（Steve Reynolds）                                             |
| 程式編寫 | 史提夫及卓斯·雷諾士（Steve & Tracy Reynolds）                               |
| 新聞主任 | 米克·谷比（Mike Cope）                                                      |
| 場地管理 | 基斯·赫米斯頓（Chris Hermiston）                                            |

## 榮譽
| 榮譽                  | 球季                  |
| --------------------- | --------------------- |
| 北部超級聯賽 超聯冠軍 | 1996/97               |
| 北部超級聯賽 甲組冠軍 | 1989/90               |
| 足總錦標 亞軍         | 1989/90               |
| 柴郡聯賽 冠軍         | 1974/75               |
| 曼徹斯特足球聯賽 冠軍 | 1951/521971/721972/73 |
| 斯塔福德郡聯賽 冠軍   | 1949/50或1950/51      |

## 主要對手
利克的主要對手是布斯頓足球會（Buxton F.C.），於1990年代，兩軍在北部超級聯賽是主要的對手。麥洛克鎮足球會（Matlock Town F.C.）和傑斯哥夫體育會（Kidsgrove Athletic F.C.）亦被視為藍軍的主要對手。

## 外部連結
- 官方網站（页面存档备份，存于）
- 非官方網站（页面存档备份，存于）